# Letícia Birkheuer
Letícia Birkheuer (Passo Fundo, 25 aprile 1978) è una modella brasiliana, con discendenze tedesche. Nel 2007 fu la settima modella più pagata del Brasile.

## Biografia
Scoperta mentre giocava a pallavolo a Porto Alegre, dal 1999 sfila sulle passerelle per vari brands quali Elie Saab, Erreuno, Balenciaga, Sonia Rykiel, Rocco Barocco, Calvin Klein, Givenchy, Pucci, Dolce & Gabbana, Valentino, Helmut Lang, Max Mara, Zac Posen, Catherine Malandrino, Tommy Hilfiger, Matthew Williamson, Missoni, Donna Karan, Hussein Chalayan, Alexander McQueen, Chanel, Anne Valerie Hash, Bill Blass, Fendi, Marc Jacobs, Peter Som, Proenza Schouler, Versace, Miguel Palacio, Oscar de la Renta, Roberto Cavalli, Moschino, Louis Vuitton, Céline, DKNY, Emanuel Ungaro, Yves Saint Laurent, Gai Mattiolo, Chado Ralph Rucci, Gianfranco Ferré, Costume National, Roberto Cavalli, Dior, Paco Rabanne, Armani, Luca Luca, Lancetti, Cynthia Rowley e tanti altri.

Ha preso parte a campagne promozionali per Giorgio Armani, Christian Dior, El Corte Inglés, Helena Rubinstein, Kenneth Cole, Kenzo, Mila Schön, Escada, Max Mara, Neiman Marcus, Pepe Jeans, Triumph; ed è apparsa sulle copertine di Elle, L'Officiel, Flair, Top, Cool, Vip, Pop, Telva, Claudia, Daslu e nel dicembre 2010 su quella di Playboy Brasile.
Nel 2002 e nel 2003 ha preso parte ai Victoria's Secret Fashion Show.
Nella sua patria, il Brasile, ha preso parte alle soap opera Belíssima (2005), Desejo Proibido (2008) e Cama de Gato (2010) ed ha partecipato, nello stesso anno, alla settima edizione di Dança dos Famosos (versione brasiliana di Ballando con le stelle).

## Vita privata
Accostata più volte alla modella canadese Linda Evangelista, è sorella di Michelle, anch'essa modella.

Ha sposato l'imprenditore Alexandre Fumanovich dal quale ha avuto un bambino.